# Hoesch Schwerter Profile
Die Hoesch Schwerter Profile GmbH ist ein Hersteller von Spezialprofilen aus Stahl und Edelstahl in Schwerte.

## Geschichte

### Das Unternehmen als Personengesellschaft
1744 erbaute Johann Heinrich Freiherr von Dücker auf seinen Ländereien in Rödinghausen bei Menden eine Eisenschmelzhütte, den Oberrödinghauser Hammer. Am 12. August 1745 erhielt er die Belehnung mit dieser Hütte durch seinen Landesherrn, den Erzbischof von Köln, und die Erlaubnis, den Eisenstein seiner umliegenden Bergwerke zu Eisen zu verhütten. Dieses Datum ist somit als Gründungsdatum des Unternehmens anzusehen, da seit damals ein durchgehender industrieller Betrieb in Rödinghausen, später verlegt nach Schwerte, besteht. Das Roheisen wurde auf dem Rödinghauser Hammer zu Stahl und anschließend zu Stabeisen weiter verarbeitet. Der Betrieb wurde bis 1796 überwiegend von Pächtern betrieben. 1775 wurde die Rödinghauser Hütte geschlossen und nach Grevenborn in die Gemeinde Deilinghofen verlagert. 1796 übernahm Caspar Ignatz von Dücker wieder den Betrieb. 1819 wurde die Grevenborner Hütte an den Freiherrn von Landsberg-Velen verkauft, da sich Dücker auf die lukrativere Weiterverarbeitung von Stahl spezialisieren wollte. Im gleichen Jahr übergab Caspar Ignatz die Leitung der Werke an seinen Sohn Theodor von Dücker.
1826 erbaute Theodor von Dücker eine Blechwalze in Rödinghausen, die am 20. August 1827 die Konzession erhielt. 1833 wurde ein Reckhammerbetrieb in Steinhausen südlich von Rödinghausen eingerichtet. 1835 wurde der Grundstein zu einem Puddeleisen- und Stabstahlwerk gelegt. Das Jahr 1853 setzte mit der Erbauung des Neuwerkes (vorwiegend für die Walzdrahtfertigung) den Schlusspunkt in Rödinghausen. Die Firmierungen wechselten bis 1850 öfters, da von Dücker diverse Compagnons in das Unternehmen aufnahm. 1850 trat von Dücker aus der Firma aus, die dann als „Kissing & Schmöle zu Menden“ firmierte. Auf Grund der mangelhaften Verkehrsverbindungen in und nach Menden und Rödinghausen erwies sich die Lage der Rödinghauser Werke als wirtschaftlich nachteilig. Daher wurde ein Zweigwerk geplant, das an einer Eisenbahnlinie liegen sollte. Die Wahl fiel 1865 auf Schwerte, da einerseits durch die Nähe des Ruhrgebietes zu erwarten war, dass die notwendigen Arbeitskräfte zur Verfügung stehen würden, andererseits eine gute Eisenbahnanbindung im Bau war. Am 2. April 1868 wurde der Grundstein gelegt für den Bau des Gebäudes für das Puddeleisenwerk und die Walzstraßen. Im Dezember 1868 wurde die Produktion aufgenommen. Die Industrie- und Handelskammer zu Dortmund berichtete, dass im Jahre 1870 in Schwerte 15 Puddel- und 4 Schweißöfen, 2 Hämmer, 5 Walzstraßen und 2 Dampfhämmer mit einer Belegschaft von 300 Arbeitern in Betrieb gewesen sind.

### Eisenindustrie zu Menden und Schwerte

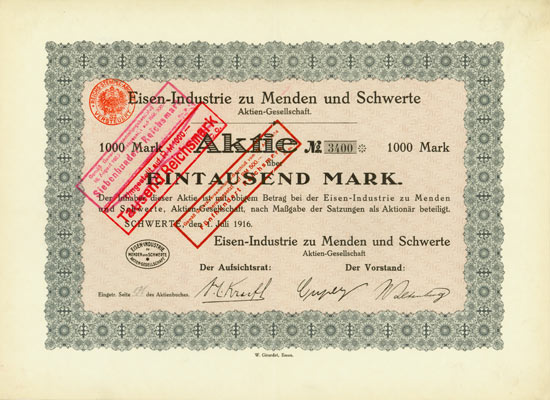
Aktie über 1000 Mark der Eisen-Industrie zu Menden und Schwerte AG vom 1. Juli 1916

Während des Gründerbooms, der bis 1873 anhielt, wurde Schwerte in eine Aktiengesellschaft umgewandelt. 1871/72 wurden alleine in Preußen 800 Aktiengesellschaften gegründet. Eine davon war die „Eisenindustrie zu Menden und Schwerte AG“, die am 29. August 1872 ins Leben gerufen wurde, wobei gleichzeitig die Firma „Kissing & Schmöle“ als Einzelgesellschaft liquidiert wurde. Schwerte und Menden betrieben eine Anzahl Puddelöfen, mit deren Hilfe Stahl erzeugt und zu Walzdraht, Profileisen und Bandstahl ausgewalzt wurde. Allerdings wurden die Hoffnungen der Anteilseigner auf hohe Gewinne schnell durch eine Phase verminderten Wirtschaftswachstums, die von 1873 bis 1894 anhielt und auch als „Große Depression“ bezeichnet wird, zunichtegemacht. Gleichzeitig wuchsen die Kapazitäten der Konkurrenz, so dass das Geschäft bis zu Beginn des Weltkrieges schwierig blieb. Während dieser Phase wurde das Werk in Rödinghausen stillgelegt (April 1885), da sich die Nachteile dieses Standortes als zu schwerwiegend herausgestellt hatten. Zum gleichen Zeitpunkt wurde entschieden, eine Drahtverfeinerung aufzubauen. Aus diesem Grund wurden eine Drahtzieherei und eine Drahtstiftefabrik errichtet, in denen der Walzdraht, der auf dem Markt nur zu Verlustpreisen abzusetzen war, bis auf 0,7 Millimeter Stärke heruntergezogen werden konnte.
Um Schwerte vom Stahlmarkt unabhängiger zu machen, wurde der Bau eines Siemens-Martin-Stahlwerks beschlossen. Darüber hinaus sollten die noch vorhandenen Puddelöfen abgeschaltet werden, um eine Qualitätsverbesserung der Endprodukte durch alleinigen Einsatz des SM-Stahls zu erzielen. Zu diesem Zweck wurde im Mai 1889 eine Erhöhung des „Prioritäts-Stamm-Actien-Capitals“ um 1.375.000 Mark beschlossen. Direkt an das Stahlwerk wurde ein Blockwalzwerk angebaut, in dessen Gebäude in der Folge auch die Drahtwalzstraßen aufgestellt wurden. Die Produktion des Werks, das ursprünglich eine Kapazität von 96.000 Tonnen im Jahr hatte, begann 1891.
In Schwerte existierte seit dem Bau des Stahlwerks die Bestrebung, eine eigene Roheisenbasis zu schaffen, „um bei dem eigenen großen Bedarf unabhängig von dem Erwerb des Roheisens aus fremder Hand zu sein“. Von dem Bau einer eigenen Anlage wurde wegen der zu erwartenden mehrjährigen Planungs- und Bauphase und eventuellen Kinderkrankheiten abgesehen. Stattdessen erwarb man die bereits bestehende Johanneshütte bei Siegen. Die Johanneshütte wurde im Jahre 1873 erbaut und 1875 in Betrieb genommen. Sie betrieb zwei Hochöfen mit einer Kapazität von 60.000 Jahrestonnen (Jato). Verhüttet wurde Siegerländer Eisenstein, das Roheisen guter Qualität ergab. Finanziert wurde der Kauf durch neue Aktien im Wert von 1,623 Millionen Mark. Das Unternehmen blieb nach dem Kauf im Jahre 1899 als selbständige Firma bestehen.
1906 wurde eine in der Nähe der Johanneshütte gelegene Eisengrube (Jacobskrone) mit reichem Eisenerzvorkommen erworben. Das Eisensteinvorkommen rechtfertigte die Annahme, dass durch rationellen Abbau die Rentabilität der Johanneshütte positiv beeinflusst werden könnte. Nach mehrjährigen Aufschlussarbeiten kamen 1910 die ersten Zweifel auf, ob der Kauf sich als vorteilhaft erweisen würde. Eine nennenswerte Förderung kam bis zum Beginn des Weltkrieges nicht zu Stande. Zu diesem Zeitpunkt existierte die Eisenindustrie als integriertes Hüttenwerk. Vom Eisenabbau über die Roheisen- und Rohstahlerzeugung bis hin zur Weiterverarbeitung befand sich die ganze Produktionskette in Schwerter Hand. Es fehlte lediglich die eigene Kohlebasis, vermutlich wegen Kapitalmangels.
Insgesamt hatte das Werk mit seinen Zukäufen wenig Glück. Die Johanneshütte wurde 1914 stillgelegt, nachdem jahrelang nur Verluste eingefahren worden waren. Die Jacobskrone wurde 1917 auf amtliche Anweisung hin geschlossen. Da die Schwerter Anlagen mit der Zeit unrentabel wurden, wurde zwischen 1911 und 1913 eine umfangreiche Modernisierung mit gleichzeitiger Sanierung der Finanzen durchgeführt. Die damals angeschafften Anlagen wurden bis in die sechziger Jahre, teilweise sogar bis heute betrieben.
Der Erste Weltkrieg brachte erhebliche Probleme für den Standort. Ein großer Teil der Stammbelegschaft wurde eingezogen und durch Frauen, ausländische Arbeitskräfte und Kriegsgefangene ersetzt. Diese machten aber lediglich 20 Prozent der Arbeiterbelegschaft (durchschnittlich 750 während des Krieges) aus. Für die Belegschaft erwiesen sich die Preissteigerung und der Nahrungs- und Heizmittelmangel als problematisch, was ihre Arbeitsleistung beeinträchtigte. Der Kohlenmangel führte immer wieder zu Produktionseinschränkungen. Nach Kriegsende blieb die Lage weiter angespannt. Die Kämpfe und Streiks im Ruhrgebiet 1919/20, die Ruhrbesetzung im Jahre 1923 und die Hochinflation beeinträchtigten die Geschäfte erheblich. Erst nach der Einführung der Rentenmark im Jahre 1923 war ein Aufschwung zu verzeichnen, auch wenn in Schwerte nur ein Teil der Anlagen betrieben werden konnte. 1920 übernahm der Stumm-Konzern aus Neunkirchen die Mehrheit in Schwerte. Der Konzern investierte seine Kriegsgewinne im Reichsgebiet, nachdem er durch den Friedensschluss von Versailles erhebliche Anlagenteile in Lothringen verloren hatte. Da der Konzern aber stark verschuldet war, musste der Schwerter Standort 1926 an die Vereinigte Stahlwerke AG verkauft werden.

### Vereinigte Stahlwerke
Den Vereinigten Stahlwerken gehörte Schwerte bis 1952 an. Die Vereinigten Stahlwerke waren mit dem Ziel der Rationalisierung von mehreren deutschen Stahlkonzernen gegründet worden, um die deutsche Stahlindustrie wieder am Weltmarkt wettbewerbsfähig zu machen. Als Folge wurden die Drahtfertigung im März 1926 und die Stahlfertigung im September 1926 stillgelegt und die entsprechenden Produktionsquoten an andere Werke verteilt. Auf Betreiben des damaligen Vorstandes Otto Schleimer blieb Schwerte jedoch als Profilwalzwerk und Profilzieherei bestehen. Im Zuge der Rationalisierungen innerhalb der Vereinigten Stahlwerke wurde 1928 die Firma „Fassoneisenwalzwerk Soest“ geschlossen und eine Walzstraße sowie Teile der Belegschaft nach Schwerte übernommen. 1927 wurde die stillgelegte alte Straße I durch eine moderne ersetzt, so dass seitdem fünf Walzstraßen in Schwerte im Betrieb waren. Die Fertigung von gezogenen Profilen lässt sich bis 1896 zurückverfolgen, wobei aber eine eigene Fertigungsstätte erst 1907/1908 aufgebaut wurde. Die Sanierung der Gesellschaft nach 1926 mit ihrem hohen Kapitalbedarf sowie die Weltwirtschaftskrise führten dazu, dass das Unternehmen kontinuierlich rote Zahlen schrieb und sich die Mitarbeiterzahl auf entsprechend niedrigem Niveau bewegte.
Der Rüstungsboom seit 1933 und der Boom infolge des Kriegsausbruchs machten sich auch auf die Gewinne von Schwerte positiv bemerkbar. Andererseits wurden die 1920 eingeführten Mitspracherechte der Arbeitnehmer durch die Betriebszellenorganisation der Deutschen Arbeitsfront aufgehoben. Die Produktion stieg bis 1944 kontinuierlich an. Seit 1933 verzeichnete Schwerte wieder Gewinne, die während des Krieges zu erheblicher Höhe anwuchsen. 1936 wurde die „Eisenindustrie zu Menden und Schwerte AG“ in „Schwerter Profileisenwalzwerk AG“ umbenannt, um der Änderung des Produktionsprogramms Rechnung zu tragen.
Bei Kriegsbeginn 1939 kam es durch die Einberufungen Personalengpässe, die durch den Einsatz von Frauen und die Reaktivierung von Werksrentnern nicht behoben werden konnten. Daher wurden bereits ab 1940/41 im geringen Umfang Zwangsarbeiter und ab 1942 sowjetische Kriegsgefangene eingesetzt, wobei deren Zahl mit insgesamt höchsten 80 aber deutlich geringer war als in anderen Schwerter Betrieben. Ab Oktober 1944 wurde die Produktion auf Grund mangelnder Versorgung mit Stahl und Kohle eingeschränkt. Zum Jahreswechsel 1944/45 wurden auch die Kriegsgefangenen an ihre Stammlager abgegeben, da die vorhandene Schwerter Belegschaft für die deutlich verringerte Produktion ausreichte. Durch drei Bombenangriffe im Februar und März 1945 wurde die Produktion stillgelegt, das Verwaltungsgebäude sowie die Werkshäuser der Eisenindustriestraße zerstört und die Hallendächer getroffen. Die maschinellen Anlagen blieben aber weitgehend verschont.
Mit der Erlaubnis der britischen Militärbehörden konnte die Produktion im Walzwerk im Dezember 1945, im Stangenzug im Mai 1946 wieder aufgenommen werden, wobei die Produktion aber auf geringem Niveau blieb. Der erste große Aufschwung nach dem Krieg kam mit dem Boom infolge des Koreakriegs ab 1950, der positive Einflüsse auf die Schwerter Produktion und den Gewinn des Unternehmens hatte.

### Dortmund-Hörder-Hüttenunion, Hoesch, Krupp-Hoesch, Thyssen
1952 wurden die Vereinigten Stahlwerke entflochten und aufgelöst. Schwerte wurde in diesem Jahr als Gesellschaft neu gegründet, wobei der alte Name von der Vorgängergesellschaft übernommen wurde, und der Dortmund-Hörder Hüttenunion zugeschlagen.
Die Wirtschaftswunderjahre machten sich in Schwerte durch erhebliche Produktionssteigerungen bemerkbar, so dass sich der Vorstand und die Anteilseigner zu einer umfangreichen Modernisierung entschlossen. Zur Ausweitung der Produktionsmöglichkeiten für Spezialprofile wurde 1957 das Presswerk errichtet, das eine Strangpresse für Stahlprofile erhielt. Es handelte sich um die zweite Presse dieser Art weltweit. Bereits 1956 zog der Stangenzug aus dem Walzwerk in eine eigens dafür errichtete neue Halle um. Die 1948 errichtete Alte Verwaltung musste 1957 durch ein neues Verwaltungsgebäude ergänzt werden, da auch die Angestelltenzahlen erheblich stiegen. Im Walzwerk wurde 1964 die Straße VII errichtet, für die in den Folgejahren die alten Straßen I, IV, V und VI stillgelegt wurden. Diese Straße stellte durch die Ablösung der körperlich anstrengenden Arbeit an den alten Walzenstraßen produktionstechnisch einen erheblichen Fortschritt dar, zumal auch das Produktionsprogramm in den höheren Metergewichtsbereich erweitert werden konnte.
Die Mechanische Bearbeitung wurde 1964 eingerichtet. Sie erzeugte aus Profilen Fertigteile, z. B. Laufplatten. Diese Fertigung erwies sich als stark verlustbringend, so dass sie ab 1973 weitgehend zurückgefahren wurde. Heute sind die Reste der Fertigung im Walzwerk (Schweißprofile) und in der Sondertechnik (Grätings) angesiedelt.
In den Jahren der DHHU war die Produktion um den Faktor 4,5 gewachsen. 1966 fusionierten die DHHU und Hoesch. 1969 bildete Schwerte mit dem Hohenlimburger Standort von Hoesch die „Hoesch Werke Hohenlimburg Schwerte AG“. Teile der Verwaltung wurden nach Hohenlimburg in die Zentrale der HWHS verlagert. Anfang der siebziger Jahre wurde eine neue Halle neben dem Ziehwerk errichtet, in der die Aufzugführungsschienenfertigung ihren Platz fand. In den Folgejahren erfolgten nur noch kleinere Modernisierungen, z. B. an der Walzstraße III, die 1975 mit einem Planetenschrägwalzwerk ausgerüstet wurde und damit die Produktion der in der Folge stillgelegten Straße II übernehmen konnte. Gleichzeitig wurde ein moderner Drehherdofen für die Straße III installiert. Mit der Zeit trat ein enormer Investitionsstau auf, da die Gewinne an die betreffende Mutter abgeführt und nicht reinvestiert wurden. Ende der neunziger Jahre erhielt das Walzwerk endlich einen modernen Hubherdofen. Ab 2001 wurde im Ziehwerk die Linearführungsschienenfertigung aufgebaut, während gleichzeitig die Aufzugführungsschienenfertigung wegen mangelnder Rentabilität stillgelegt wurde. 2004 wurde in eine Laserschweißanlage investiert.
Von 1993 bis 1999 gehörte Schwerte der „Fried. Krupp AG Hoesch-Krupp“ an, von 1999 bis 2005 der „ThyssenKrupp AG“. Die Jahre bei ThyssenKrupp erwiesen sich als wirtschaftlich sehr schwierig, da Thyssen die Politik „Abkehr von den Langprodukten“, worunter Spezialprofile fallen, verfolgte.

### Calvi Holding
Von 2006 bis 2021 war die „Calvi Holding“ mit Sitz im italienischen Merate Eigentümerin der „Hoesch Schwerter Profile GmbH“, was in den ersten Jahren erheblich zur Verbesserung der Situation des Unternehmens beigetragen hatte. In 2008 wurde ein Umsatz von ca. 170 Millionen Euro erzielt. Von Mitte 2008 bis Mitte 2010 wurde die Walzstraße VII umfassend modernisiert. Im Jahre 2010 wurden 500 Mitarbeiter beschäftigt, die 70.000 t Profile erzeugten und für einen Umsatz von 90 Millionen Euro sorgten.
In den 2010er Jahren herrschte am Markt ein enormer Wettbewerbsdruck, besonders im Bereich der warmgewalzten Profile. Dazu kam, dass die Mutter Calvi-Holding in finanziellen Schwierigkeiten steckte und daher Schwerte keine Unterstützung bieten konnte. Als erster Schritt wurde 2016 das Presswerk in eine selbständige Gesellschaft mit 120 Mitarbeitern zur Aufnahme eines Gesellschafters ausgegründet (Hoesch Schwerter Extruded Profiles GmbH (HSEP)), blieb aber unter dem Dach der Calvi-Gruppe.
Im Dezember 2019 musste schließlich für HSP die Insolvenz erklärt werden. Die Sanierung zog sich bis zum 1. Juli 2021 hin. Das Walzwerk wurde von einem Joint Venture aus der Jungheinrich-Gruppe und der KION-Gruppe übernommen. Beide Gruppen sind die größten Kunden des Walzwerkes, die damit ihre Profilversorgung sicherstellen. Es beschäftigt als "Schwerter Profile GmbH" aktuell 180 Mitarbeiter, die 60.000 t Profile herstellen. Das Technikum fand in der Plymouth-Gruppe aus den USA einen Interessenten, der die Firma unter dem Namen "Plymouth Schwerter Technik GmbH & Co. KG" weiter betreibt. Das Ziehwerk musste geschlossen werden, da sich kein Käufer fand.
Im November 2020 musste auch HSEP Insolvenz anmelden. Hier fand sich schnell ein Käufer, die Firma Montanstahl aus der Schweiz, die das Werk seit dem 1. Juli 2021 als "Montanstahl GmbH" betreibt.
Damit hat der gesamte Standort die Calvi-Gruppe verlassen. Die drei selbständigen Firmen auf dem Gelände beschäftigen etwa 250 Arbeitnehmer.

## Mitarbeiterzahl und Produktion

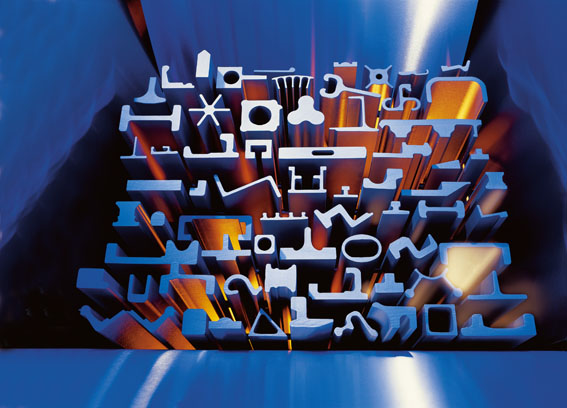
Profilquerschnitte

Die Mitarbeiterzahl betrug vor dem Ersten Weltkrieg bis zu 1600, die in mehreren Produktionsstufen bis zu 93.000 Tonnen Fertigerzeugnisse herstellten. Der höchste Versand betrug 65.000 Tonnen im Jahre 1912/13, mit dem 9 Millionen Mark Umsatz erwirtschaftet wurde. Zwischen den Kriegen schwankte die Mitarbeiterzahl zwischen 346 und 686. Diese stellten jährlich zwischen 20.000 Tonnen und 40.000 Tonnen Profile her. 1945/46 wurden lediglich 287 Mitarbeiter beschäftigt, die 12.000 Tonnen Profile produzierten. 1968/69 arbeiteten in Schwerte 1631 Mitarbeiter (davon 278 Angestellte). 1969/70 wurden etwa 162.000 Tonnen Profile für den externen Versand erzeugt, mit denen etwa 125 Millionen DM Umsatz gemacht wurden.
Der bekannteste Mitarbeiter ist Friedrich Flick, der von 1913 bis 1915 als kaufmännischer Vorstand beim Unternehmen tätig war.